# کثرت‌گرایی سیاسی
تکثرگرایی سیاسی (به انگلیسی: Pluralism) یک نوع نگرش فلسفی و سیاسی است که در فرم پایه‌ای بیانگر تنوع در افکار و پذیرش نظرات متعدد است.
کثرت گرایی به عنوان یک فلسفه سیاسی، به رسمیت شناختن و تأیید تنوع در یک بدنه سیاسی است که به نظر می رسد امکان همزیستی مسالمت آمیز منافع، اعتقادات و سبک های مختلف زندگی را فراهم می کند. در حالی که همه کثرت گرایان سیاسی از یک دموکراسی کثرت گرا حمایت نمی‌کنند اما این موضوع به علت اینکه دموکراسی اغلب به عنوان منصفانه ترین و مؤثرترین راه برای تعدیل بین ارزش های گسسته در نظر گرفته می شود؛ رایج است. همانطور که توسط آیزایا برلین، کثرت گرا مطرح می شود، "بیایید شجاعت جهل پذیرفته شده خود، تردیدها و عدم اطمینان های خود را داشته باشیم. حداقل می توانیم تلاش کنیم تا آنچه را که دیگران می خواهند کشف کنیم، با ... این امکان را برای خودمان فراهم کنیم که ... مردان را آنگونه که واقعاً هستند، با گوش دادن به آنها با دقت و همدردی، و درک آنها و زندگی و نیازهایشان بشناسید.» بنابراین پلورالیسم سعی می‌کند با اجتناب از افراط گرایی (صرفاً پایبندی) اعضای جامعه را تشویق کند تا با تفاوت های خود به یک ارزش، یا حداقل امتناع از به رسمیت شناختن دیگران به عنوان مشروع) و درگیر شدن در گفتگو با حسن نیت کنار بیایند. کثرت گرایان همچنین به دنبال ساختن یا اصلاح نهادهای اجتماعی هستند تا اصول رقیب را منعکس و متعادل کنند.

## مقدمه
تکثرگرایی در واقع یک مفهوم کلی و به معنای پذیرفتن گوناگونی است. این مفهوم به روش‌های مختلف و در مباحث گسترده‌ای مورد استفاده قرار می‌گیرد. در سیاست تکثرگرایی به معنای پذیرش گوناگونی علایق و عقاید در بین مردم است و می‌توان گفت تکثرگرایی سیاسی یکی از مهم‌ترین مشخصه‌های مردم‌سالاری مدرن به‌شمار می‌رود.
در سیاست مردم‌سالارانه، تکثرگرایی یک اصل راهنماست که به هم‌زیستی مسالمت‌آمیز علایق و عقاید مختلف می‌انجامد. برعکس اقتدارگرایی و پارتیکولاریسم (دلبستگی به مرامی خاصی)، تکثرگرایی با پذیرش گوناگونی عقاید بر این اصل پافشاری می‌کند که اعضای یک جامعه می‌توانند اختلافات خود را با استفاده از گفتگو همسو سازند.

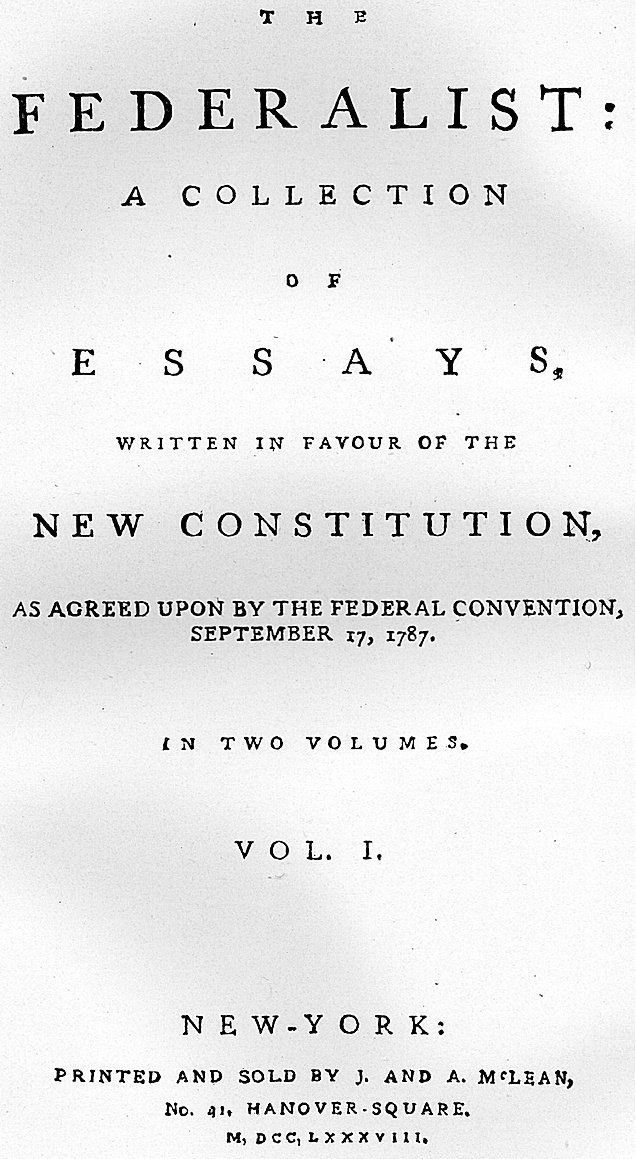
نوشتار فدرالیست از ارکان سیستم سیاسی ایالات متحده آمریکا است. نسخه در تصویر متعلق به جلد نسخه سال ۱۷۸۸ میلادیست.

یکی از ابتدایی‌ترین استدلال‌ها در مورد تکثرگرایی سیاسی را جیمز مدیسون در مقالات «فدرالیست» ارائه کرده‌است. در این نوشتارها، مدیسون این بیم را ایجاد کرده که تحزب‌گرایی در نهایت به یک جنگ داخلی می‌انجامد و در ادامه گفتارش به جستجوی بهترین راه برای جلوگیری از وقوع چنین رخدادی پرداخته‌است. مدیسون این نکته را به اثبات رسانده که بهترین راه برای جلوگیری از حزب گرایی، ایجاد فضایی است که در آن به هیچ‌یک از احزاب اجازه مسلط شدن بر سیستم سیاسی را ندهیم. این عقیده تا حد زیادی تکیه بر تغییر دائم تأثیر گروه‌های سیاسی دارد به طوری که از تسلط یک گروه جلوگیری کرده و در نهایت به یک رقابت دائمی بینجامد.
در بیان ساده‌تر و عامیانه تر تکثرگرایی به‌نوعی جایگزین بهتری برای رای‌اکثریت است، بدین معنا که درگذشته رای اکثریت لازم‌الاجرا برای همگان می‌شد، اما در تکثرگرایی، رای اقلیت‌ها نیز می‌بایست مورد پذیرش قرار گیرد.

## تکثرگرایی سیاسی و مصلحت عمومی
تکثرگرایی سیاسی امیدوار است که فرایندهای تعارض و گفتگو در نهایت به مشخص شدن و متعاقب آن به درک بهترین راه برای تک تک افراد جامعه یا همان «مصلحت عموم» بینجامد. چنین اصلی بر این نکته دلالت دارد که در یک چهارچوب پلورالیسمی مصلحت عموم یک مفهوم معین قیاسی نیست بلکه وسعت و مضمون مصلحت عمومی تنها می‌تواند در سایه گفتگو کشف شود.
در نهایت، نتیجه مهم این فلسفه این است که عقیده هیچ گروه خاصی نمی‌تواند به عنوان «حقیقت مطلق» مورد تأیید باشد؛ بنابراین وجود هیچ گروهی که بتواند دو مفهوم «مصلحت عمومی» و «حقیقت مطلق» را با هم داشته باشد ممکن نیست.
در نهایت ممکن است که یک گروه موفق شود تا عقیده خود را به صورت عقیده پذیرفته شده مطرح کند که البته این امر به جز با ایجاد مذاکرات در یک چهارچوب تکثر گرایانه محقق نخواهد شد و باید به صورت یک اصل کلی، به این نکته اشاره کرد که متصدیان یک چهارچوب تکثر گرایانه سالم نباید به صورت جانبدارانه عمل کنند و برای یک گروه خاص منافع نامتناسبی را ایجاد کنند.
طرفداران تکثرگرایی سیاسی بر این عقیده هستند که استفاده از فرایند مذاکره بهترین راه برای رسیدن به مصلحت عمومی است چراکه زمانی که همه بتوانند در تصمیم‌گیری‌ها و قدرت شریک شوند (و بتوانند حق خود از نتایج استفاده از قدرت را طلب کنند) مشارکت همه‌جانبه و همچنین حس تعهد بیشتری در جامعه شکل خواهد گرفت و در نهایت نتایج بهتری در طرح‌ها حاصل خواهد شد. در مقابل در جوامع استبدادی که قدرت در دست فرد یا گروهی متمرکز شده و تصمیمات به وسیله عده اندکی گرفته می‌شود امکان کارشکنی بیشتر است.
روشنفکران معتقد به این اصل، در برابر اختلافات اعتقادی، به تناقض غیرقابل حل می‌رسند چرا که قبول موارد کاملاً متضاد، به تناقض و بن‌بست منجر می‌شود.